# Cosmia foveata
Cosmia foveata là một loài bướm đêm trong họ Noctuidae.